# Floris (bier)
Floris is een reeks van Belgisch fruitbieren op basis van witbier.
Floris verwijst naar Melle, dat bekend is voor zijn begonia’s. Deze bieren worden ook uitgebracht onder de naam Florisgaarden of Floris Garden beer. Sinds 1995 brouwt Brouwerij Huyghe te Melle deze fruitbieren op basis van hun witbier Floris Blanche.
Er bestaan een groot aantal varianten:
- Fraise, diep steenrood troebel bier met een alcoholpercentage van 3,6% (met aardbeien)
- Chocolat, kastanjebruin troebel bier met een alcoholpercentage van 4,2% (met chocolade)
- Kriek, dieprood troebel bier met een alcoholpercentage van 3,6% (met zure krieken)
  - World Beer Awards 2010 - Goud in de categorie Best Wheat beer Fruit
- Appel, geelblond troebel bier met een alcoholpercentage van 3,6% (met appel)
- Framboos, diep wijnrood troebel bier met een alcoholpercentage van 3,6% (met framboos)
- Mango, goudgeel troebel bier met een alcoholpercentage van 3,6% (met mango)
  - BIRA Awards 2011, Tel Aviv – Award Best of Fruited Wheat Beers
- Ninkeberry, goudgeel troebel bier met een alcoholpercentage van 3,6% (met 5 fruitsoorten, onder andere perzik, abrikoos, passievrucht en mango)
- Passion, goudgeel troebel bier met een alcoholpercentage van 3,6% (met passievrucht)
- Honey, blond troebel bier met een alcoholpercentage van 4,5% (met Acaia honing)
- Cactus, lichtgroen troebel bier met een alcoholpercentage van 4,2% (met green lemon en tequila)
- Mirabella, amberbruin troebel bier met een alcoholpercentage van 3,5% (met mirabelle)
- Pêche, donkerblond troebel bier met een alcoholpercentage van 3% (met perzik)
- Pear, lichtblond troebel bier met een alcoholpercentage van 3,5% (met peer)